# Harvest Moon (chanson)
Pour les articles homonymes, voir Harvest Moon.
Pistes de Harvest Moon
You and Me War of Man
Harvest Moon est une chanson écrite par Neil Young. Elle est le premier single sorti de son album éponyme publié en 1992. Elle atteint la 36e position du classement des singles britanniques.

## Contexte et composition
La chanson utilise un motif de lune, que Young mentionne comme étant très important pour lui et ayant des sous-entendus quasi-religieux,. C'est un hommage à sa femme Pegi Young, et les deux dansent dans un bar dans le clip vidéo. Linda Ronstadt assure les chœurs. Selon les partitions publiées sur Musicnotes.com par Sony/ATV Music Publishing, la chanson est composée dans la tonalité de ré majeur, la gamme vocale de Young s'étendant de ré3 à fa#4.
Le riff est à la note près celui de la chanson Walk Right Back (en), composée en 1961 par Sonny Curtis et interprétée la même année par The Everly Brothers.

## Réception
Le magazine Rolling Stone classe Harvest Moon comme la 37e meilleure chanson de Neil Young. Matthew Greenwald d'Allmusic a vivement applaudi la chanson, déclarant qu'elle incarnait l'album et « le pouvoir de la nature et de la musique, ainsi que le sentiment de célébrer l'amour de toute une vie sont les points focaux ici, et Young capture tout dans son style typiquement littéraire et dénué de tout artifice ». Greenwald fait également l'éloge de la mélodie comme étant « véritablement magnifique, et c'est celle qui aurait pu facilement encadrer une chanson plus lourde ». Classic Rock Review l'a qualifie de « chef-d'œuvre absolu d'une chanson titre » qui « célèbre la longévité dans les relations amoureuses. avec une mélodie impeccable soutenue par un arrangement musical parfait ». Ils poursuivent en disant que « du riff acoustique initial à la guitare pedal steel choisie, des subtilités de sons éthérés, des coups de pinceau doux à la batterie et de belles voix de fond, cette chanson capture l'essence de la beauté et de la romance aussi bien que n'importe quelle autre chanson ».
Pearl Jam en 2006, Cassandra Wilson en 2009, Poolside en 2012, Bebel Gilberto en 2014, et Angus and Julia Stone en 2017 ont repris la chanson Harvest Moon.

## Classements
| Classement (1993)        | Meilleure position |
| ------------------------ | ------------------ |
| Canadian RPM Top Singles | 5                  |
| UK Singles Chart         | 36                 |

| Classement (1993)        | Position |
| ------------------------ | -------- |
| Canada Top Singles (RPM) | 42       |

## Certifications
| Région                                                                     | Certification | Ventes/Streams |
| -------------------------------------------------------------------------- | ------------- | -------------- |
| Royaume-Uni (BPI)                                                          | Argent        | 200 000‡       |
| xNon précisé par la certification ‡ventes/streaming selon la certification |               |                |

## Personnel
- Neil Young : Chant, guitare acoustique, harmonica
- The Stray Gators
  - Ben Keith : Guitare pedal steel
  - Spooner Oldham : Orgue
  - Tim  Drummond : Basse
  - Kenny Buttrey : Batterie, balais
- Linda Ronstadt : Chœurs